# Marea Ciukotsk

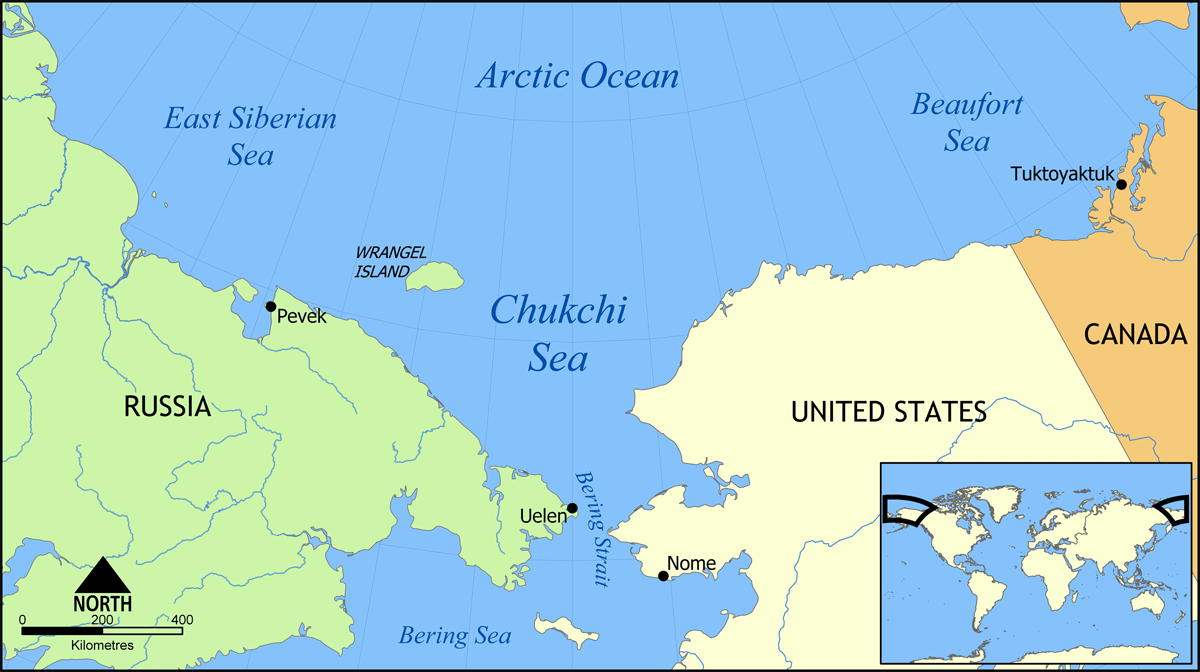
Marea Ciukotsk

Marea Ciukotsk, Marea Ciukotka (rus. Чуко́тское мо́ре) este o mare periferică rece, care aparține de Oceanul Arctic. Ea desparte la nord continentul Asia de America de Nord. În nord-vest se află Insula Vranghel și Marea Siberiană Orientală. La est Marea Ciukotsk este mărginită de coasta de nord-vest ce aparține de Alaska iar la nord-est se află Marea Beaufort. La sud se află Strâmtoarea Bering care face legătura cu Marea Bering. La vest se află coasta Siberiei Orientale cu peninsula Ciukotsk și Munții Siberiei de Est. Marea Ciukotsk este traversată de cercul polar de nord, întinzându-se între paralela de nord 66,5 și 80° și între meridianele de vest 160° și 180°.